# Ratatoing
Ratatoing é um filme de animação brasileiro de 2007 com 45 minutos de duração, da Vídeo Brinquedo. O filme foi distribuído nos Estados Unidos pela Branscome Internacional. 

## Sinopse
Ratatoing conta a história de Marcell Toing, um rato que é o chef mais talentoso no Rio de Janeiro. Ele é dono do restaurante famoso "Ratatoing", juntamente com sua tripulação, composta por ratos colega Carol e Greg. Eles planejam incursões semanais para a cozinha humana para adquirir ingredientes frescos para uso em seus pratos. No entanto, os proprietários do restaurante rival estão desesperados para descobrir os segredos de Marcell e estão dispostos a arriscar colocando seus próprios restaurantes fora do negócio para desenterrá-los.

## Elenco
- Estúdio: Uniarthe
- Dubladores:
- Marcell - Douglas Guedes
- Greg - Sidney Ross
- Carol - Elisa Vilon
- Gerente - Cláudio Satiro
- Rato Nerd - Raul Schlosser